# Майер, Эрнст (велогонщик)
Эрнст Майер (нем. Ernst Meier; род. 15 октября 1900 года в Аффольтерне, Швейцария — ум. в 1973 году) — швейцарский шоссейный велогонщик, выступавший с 1928 по 1935 год. Бронзовый призёр чемпионата Швейцарии 1932 года на шоссе.

## Достижения
1928
3-й Тур дю Лак Леман
1931
1-й Тур Северо-Западной Швейцарии
2-й Тур дю Лак Леман
1932
3-й Чемпионат Швейцарии
1. ↑  Ernst Meier // https://firstcycling.com/rider.php?r=8842